# 刘胡兰 (歌剧)
《刘胡兰》是一部以刘胡兰生平事迹为题材的歌剧。其首个版本是由魏风编剧，罗宗贤、黄庆和等谱曲，1949年推出，三幕十二场。第二个版本于村、海啸、卢肃、陈紫编剧，陈紫、茅沅、葛光锐作曲，1954年10月3日北京天桥剧场首演，二幕九场。该剧从山西民歌、孝义皮影戏、山西梆子中汲取营养。著名唱段有《一道道水来一道道山》、《任你木棍都打断》、《大风给我传个讯》等。曾赴苏联演出。